# (4971) Hoshinohiroba
(4971) Hoshinohiroba es un asteroide perteneciente al cinturón de asteroides, descubierto el 30 de enero de 1989 por Tetsuya Fujii y el también astrónomo Kazuro Watanabe desde el Observatorio de Kitami, Hokkaidō, Japón.

## Designación y nombre
Designado provisionalmente como 1989 BY. Fue nombrado Hoshinohiroba en homenaje a "Hoshi no Hiroba" (traducido al castellano como "un espacio abierto"), una red de observadores de cometa establecida en Japón por Akira Kamo en el año 1968. Unos 350 observadores realizaron 8805 avistamientos de 89 cometas en los primeros 20 años.

## Características orbitales
Hoshinohiroba está situado a una distancia media del Sol de 2,384 ua, pudiendo alejarse hasta 2,806 ua y acercarse hasta 1,961 ua. Su excentricidad es 0,177 y la inclinación orbital 3,202 grados. Emplea 1344 días en completar una órbita alrededor del Sol.

## Características físicas
La magnitud absoluta de Hoshinohiroba es 13. Tiene 4,653 km de diámetro y su albedo se estima en 0,515.